# Mariken in de tuin der lusten
Mariken in de tuin der lusten (deutsch etwa ‚Mariken im Garten der Lüste’) ist eine Oper in drei Akten von Calliope Tsoupaki (Musik) mit einem Libretto von Karim Ameur und Serge van Veggel nach dem anonym überlieferten Mysterienspiel Mariken van Nieumeghen aus dem frühen 16. Jahrhundert. Sie wurde am 11. Oktober 2015 in der Koninklijke Schouwburg in Den Haag uraufgeführt.

## Handlung

### Erster Akt: Der geschlossene Hof
Die junge Mariken lebt in der Nähe von Nijmegen bei ihrem frommen Onkel, für den sie den Haushalt führt. Eines Tages findet sie beim Putzen ein Buch mit erotischen Texten, das ihre Neugierde weckt. Um verschiedene Haushaltsgegenstände zu besorgen, schickt sie der Onkel in die zwei Meilen entfernte Stadt. Da es bereits zu spät für eine Rückkehr am selben Tag ist, schlägt er vor, dass sie bei ihrer Tante außerhalb der Stadt übernachten soll. Er hat böse Vorahnungen.
Nachdem Mariken ihre Einkäufe erledigt hat, erreicht sie das Haus ihrer Tante. Diese entpuppt sich als zornige Frau, die mehr teuflische als christliche Eigenschaften zu haben scheint. Besonders verärgert ist die Tante darüber, dass der von ihr bevorzugte junge Herzog von seinem alten Vater entmachtet wurde. Das Land ist nun gespalten und steht vor einem Bürgerkrieg. Als Mariken sie um Obdach bittet, beschimpft die Tante sie als dreckige Schlampe, die mit ihrem eigenen Onkel schlafen würde, und wirft sie hinaus.
Verzweifelt über dieses ungerechte Verhalten ihrer Tante betet Mariken um Hilfe. Egal ob Gott oder Teufel – irgendjemand soll ihr bestehen. Da erscheint ein geheimnisvoller einäugiger Mann, der sich Moenen nennt und sich ihr als Meister aller Künste vorstellt. Er begehrt ihre Liebe und verspricht, sie in allen möglichen Fertigkeiten und Sprachen zu unterrichten. Als einzige Gegenleistung soll Mariken ihren Namen („kleine Maria“) ändern, den er verabscheut. Da Mariken aber stolz auf ihren Namen ist und ihn nicht aufgeben möchte, einigen sie sich darauf, sie von nun an mit dessen Anfangsbuchstaben „M“ bzw. „Emmeken“ („kleines M“) zu nennen. Sie wollen nach Antwerpen ziehen, wo Emmeken Wunder erleben wird. Schon vor ihrer Ankunft wird sie alle Sprachen sprechen können – doch letztlich wird ihre Seele verloren sein.

### Zweiter Akt: Der Garten der Lüste
Über ’s-Hertogenbosch erreichen Mariken/Emmeken und Moenen Antwerpen. Dort leben sie im Gasthof „Der goldene Baum“. Mariken weiß längst, dass sie sich mit dem Teufel persönlich eingelassen hat. Dennoch genießt sie ihr Leben. Besonders wichtig ist ihr der Unterricht in Rhetorik und den anderen Künsten.
Sieben Jahre lang pflegen Mariken und Moenen ihr Liebesverhältnis und begehen viele Verbrechen, ohne dass Mariken sich viele Gedanken darüber macht. Selbst wenn sich gelegentlich ihr Gewissen regt, ignoriert sie es. Ihre einstige Frömmigkeit ist längst vergangen.
Ein Schausteller baut seinen Stand in der Nähe auf und lädt Mariken ein, seinem Spiel zuzusehen. Er erzählt von seiner Reise in den mittleren Osten, wo er viel Leid gesehen hat. Er weist Mariken darauf hin, dass Gott allen Sündern vergebe, sofern sie Reue zeigen. Wer jedoch sein sündiges Leben fortführe, werde bis zum Ende der Tage in der Hölle brennen. Jesus selbst habe dem Versucher („Maskeroon“) widerstanden und sich nicht auf den Pfad der Rache führen lassen. Seine Mutter Maria habe ihn gelehrt, seinen Zorn zu kontrollieren und es bei Warnungen für die Menschheit zu belassen.
Als Moenen zurückkehrt, will Mariken ihr sündiges Leben aufgeben. Verärgert trägt Moenen sie hoch in die Luft und wirft sie zurück auf die Erde.

### Dritter Akt: Buße
Jahrzehnte später. Wie durch ein Wunder hat Mariken den Sturz überlebt. Sie ist in ein Kloster in Maastricht eingetreten, wo sie ihr Leben als Büßerin im Gebet verbringt. In Erinnerungen und Visionen erlebt sie ihr Leben noch einmal: Ihr Onkel findet sie schwer verletzt auf der Straße. Nachdem sie ihm von ihren Sünden und ihrem sehnlichen Wunsch nach Vergebung erzählt hat, begeben sie sich auf eine Reise, die sie zu verschiedenen immer höher stehenden Geistlichen und schließlich zum Papst führt. Der erweist sich als äußerst streng. Nach gründlicher Überlegung und einem Gebet gibt er ihr drei eiserne Ringe – einen für den Hals und zwei für die Arme. Die soll sie tragen, bis sie verschlissen sind. Dann werde Gott ihr vergeben.
Als alte Frau im Kloster trägt Mariken noch immer die Eisenringe. In einer göttlichen Vision erscheint eine weiße Taube und löst mit den Flügeln ihre Ketten. Mariken erkennt, dass sie ihr Glück nicht in der Außenwelt (dem Onkel, dem Teufel oder dem Papst) finden kann, sondern sich selbst vergeben muss – ihre eigene Interpretation der biblischen Forderung „Du sollst deinen Nächsten lieben wie dich selbst“.

## Gestaltung

### Musik
Die Hauptrolle der Oper ist als Sprechrolle für eine Schauspielerin konzipiert. Die Autoren verglichen sie mit der Alice aus Alice im Wunderland, die sich in einer für sie fremden musikalischen Welt singender allegorischer Figuren wie dem Teufel oder dem Papst bewegt. Den Teufel gestaltete Tsoupaki als eine Art allwissenden Don Juan. Der Frauenchor repräsentiert „die Seelen aller Marikens der Welt“.
Die griechische Komponistin Calliope Tsoupaki, die sich selbst eher als Oratorien- statt Opernkomponistin sieht, gestaltete auch dieses Werk nahezu „oratorienhaft“. Ihre musikalische Sprache vereint Klänge der modernen Klassik mit mittelalterlicher Musik und den Instrumenten dieser Zeit. Die Rezensentin von Place de l’Opera beschrieb sie als „atmosphärisch“.

### Instrumentation
In der Uraufführungsproduktion spielten zwei Instrumentalensembles mit den folgenden Instrumenten:
Moderne Instrumente (Ensemble Asko|Schönberg):
- Oboe/Englischhorn
- Fagott
- Horn
- Posaune
- Schlagwerk
- Singende Säge (Aufnahme)
- Violine
- Bratsche
- Violoncello
- Kontrabass

Mittelalterliche Instrumente (Tetraktys Ensemble, drei Spieler):
- drei Blockflöten
- Fidel („viella“)
- Drehleier
- Harfe
- Portativ („organetto“)

## Werkgeschichte
Das Konzept zu Calliope Tsoupakis Oper Mariken in de tuin der lusten stammt von Serge van Veggel, dem künstlerischen Leiter der Musiktheatergruppe OPERA2DAY. Die initiale Idee dazu hatte er bereits 2009. Der Inhalt basiert auf dem Mysterienspiel Mariken van Nieumeghen, dessen Urfassung 500 Jahre zuvor anonym im Druck erschienen war. Das Libretto verfasste van Veggel gemeinsam mit dem Dramaturgen Karim Ameur.
Die Uraufführung fand nach zwei Voraufführungen am 7. Oktober in Schiedam und am 10. Oktober in Den Haag offiziell am 11. Oktober 2015 in der Koninklijke Schouwburg in Den Haag statt. Es handelte sich um eine Gemeinschaftsproduktion von OPERA2DAY mit dem Nationaltheater Den Haag (Nationale Toneel) und den ausführenden Ensembles. Die musikalische Leitung hatte Hernán Schvartzman. Die Inszenierung stammte von Serge van Veggel, die Bühne von Herbert Janse, die Kostüme von Mirjam Pater und das Lichtdesign von Uri Rapaport. Es spielten die Ensembles ASKO|Schönberg und Tetraktys sowie der Frauenchor der Cappella Amsterdam. Die Solopartien übernahmen Hannah Hoekstra (Mariken), Harry van der Kamp (Onkel), Jill Feldman (Tante), Julian Podger (Moenen), Michael Chance (Papst), Joop Keesmaat (Erzähler), Lucie Chartin (Marikens Seele) und Truus te Selle (alte Mariken).
Der Rezensent des Opernfreund bezeichnete die Produktion als gelungenes und „von großer Ambition gesteuertes Projekt“, wenn auch das Ergebnis besonders in der ersten Hälfte nicht „insgesamt rund“ gewesen sei. Ähnlich äußerte sich der Rezensent von Opernnetz, dem das Stück nicht genügend „dramatische Dichte“ und „Kontraste“ besaß. Es sei aber „ein verdienstvoller Beweis für die Leistungsfähigkeit der Opern-Compagnie“.
Nach mehreren Aufführungen in Den Haag ging das Ensemble auf Tournee durch die Niederlande, bei der die Produktion in 16 Städten gezeigt wurde.

## Aufnahmen
- 2015 – Hernán Schvartzman (Dirigent), Serge van Veggel (Inszenierung), Herbert Janse (Bühne), Mirjam Pater (Kostüme), Uri Rapaport (Licht), ASKO|Schönberg, Tetraktys Ensemble, Cappella Amsterdam.
 Hannah Hoekstra (Mariken), Harry van der Kamp (Onkel), Jill Feldman (Tante), Julian Podger (Moenen), Michael Chance (Papst), Joop Keesmaat (Erzähler), Lucie Chartin (Marikens Seele), Truus te Selle (alte Mariken).
 Video; Mitschnitt der Uraufführungsproduktion aus der Koninklijke Schouwburg, Den Haag.
 OPERA2DAY.[3][7]